# Centaurea pannonica
Centaurea pannonica là một loài thực vật có hoa trong họ Cúc. Loài này được (Heuff.) Hayek mô tả khoa học đầu tiên năm 1901.